# Jealous
Jealous (estilizado JEALOUS) es el primer sencillo de Dir en Grey. Fue lanzado el 10 de mayo de 1998.Una versión de dueto Piano y voz de "Jealous" fue incluida en el sencillo de "[KR] Cube".Una Regrabación de "Unknown･･･Despair･･･a Lost" (Re-titulada como "Unknown.Despair.Lost") aparece en su miniálbum THE UNRAVELING.

## Lista de temas
| N.º | Título                       | Duración |  |
| 1.  | «Jealous»                    | 6:45     |  |
| 2.  | «Unknown･･･Despair･･･a Lost» | 3:48     |  |

## Personal
- DIR EN GREY: producción

- Kyo: Vocalista, escritor
- Kaoru: Guitarra
- Die: Guitarra
- Toshiya: Bajo
- Shinya: Batería

- Datos: Q5964977